# Bunchosia armeniaca
Bunchosia armeniaca là một loài thực vật có hoa trong họ Malpighiaceae. Loài này được (Cav.) DC. mô tả khoa học đầu tiên năm 1824.

## Hình ảnh

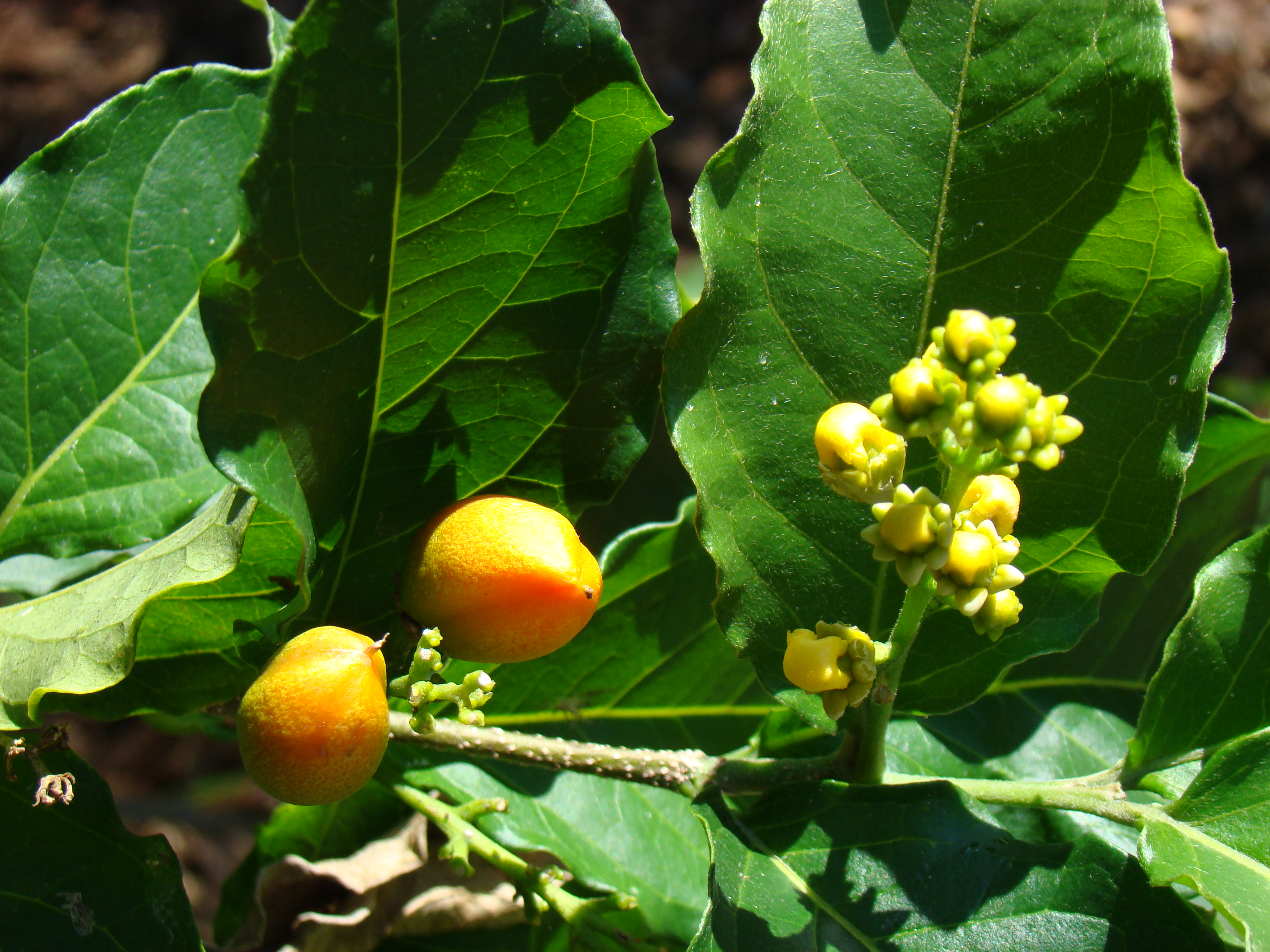
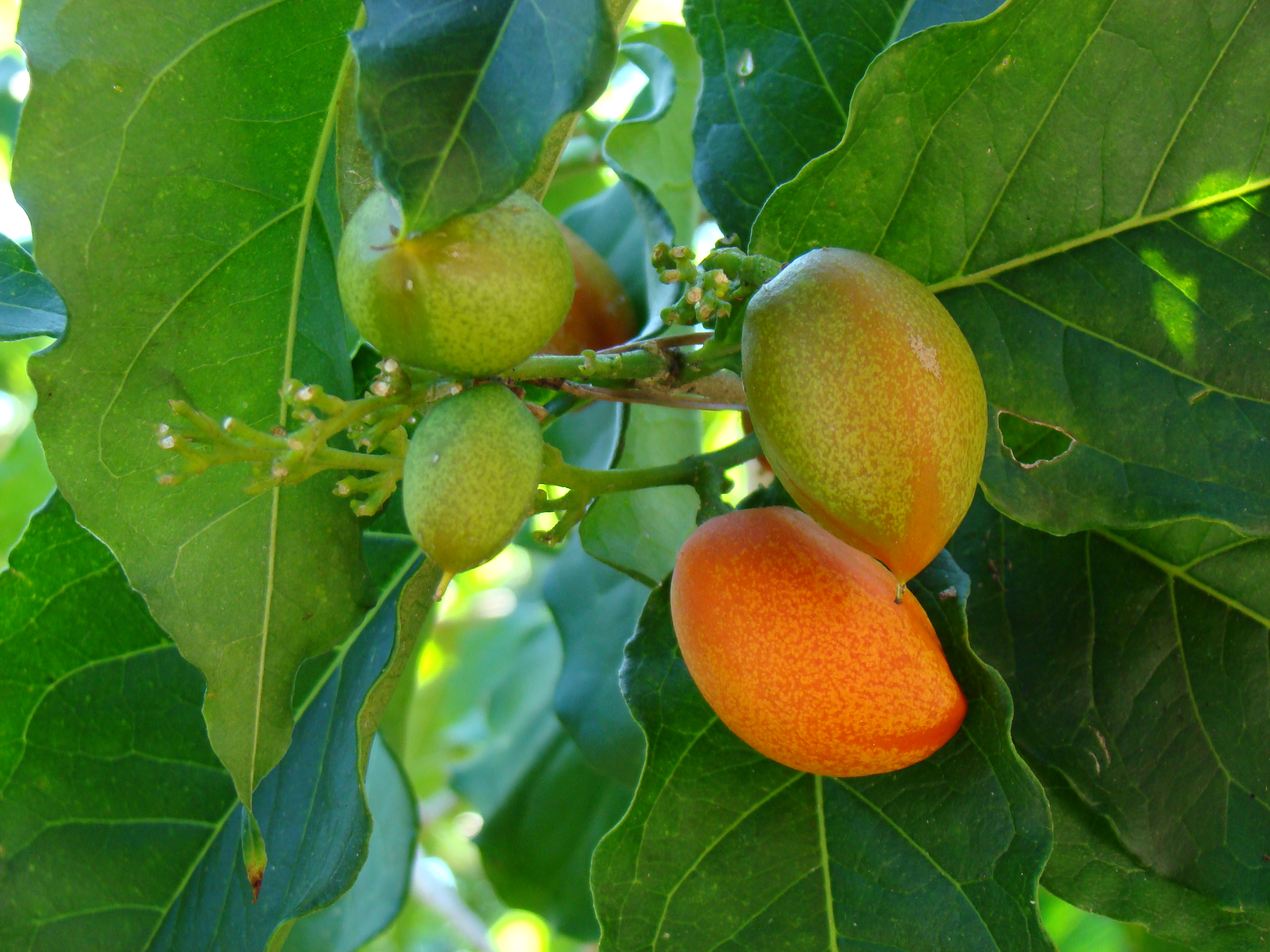